# 村山貯水池

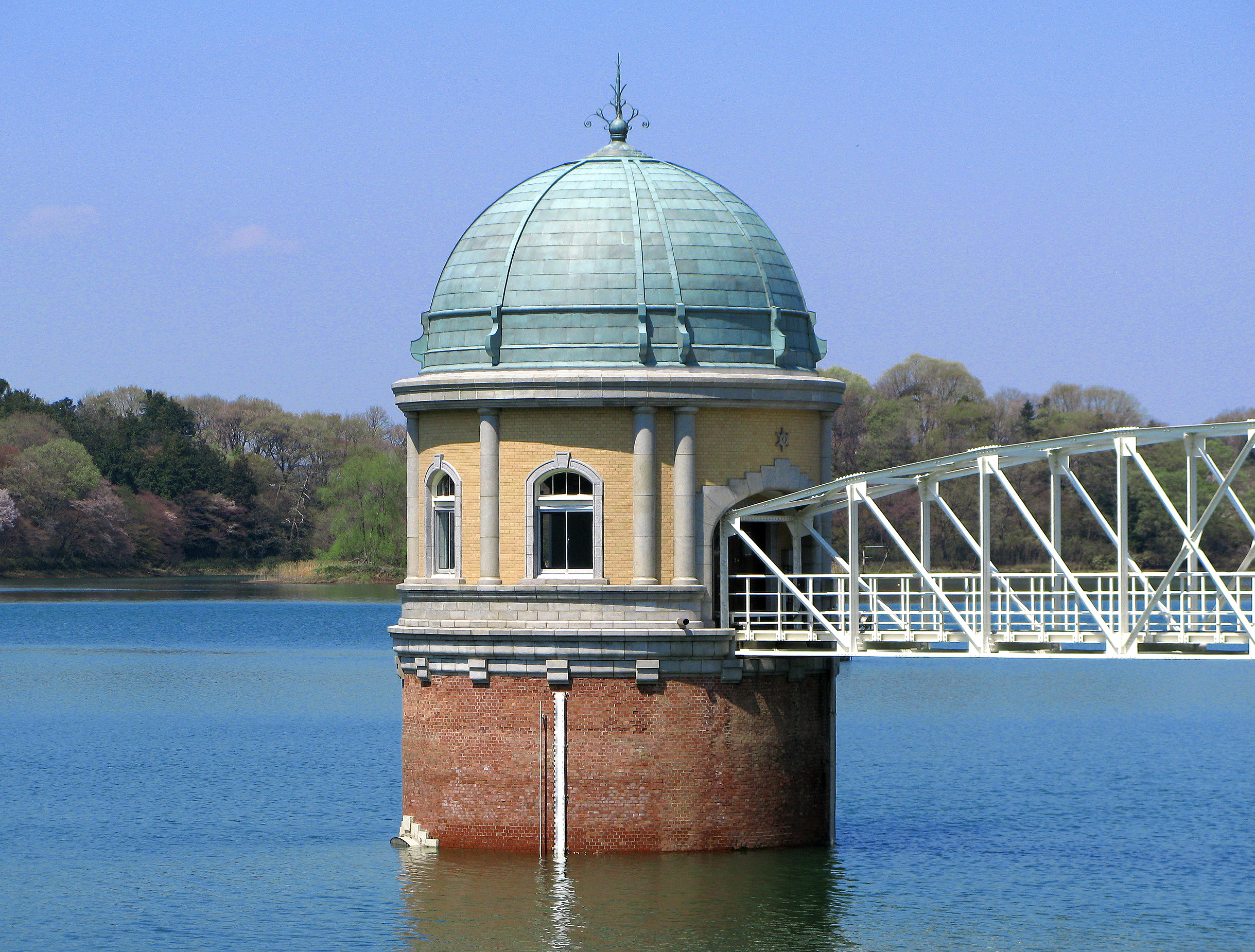
村山下第一取水塔。被評為「日本最美的取水塔」。

村山貯水池（日语：／ Murayama Chosuichi */?），又稱多摩湖（日语：／ Tama-ko），是位於日本東京都東大和市狹山丘陵的人工湖。由東京都水道局水源管理事務所村山、山口貯水池管理事務所管理。

## 概要

### 歷史
為因應東京市不斷增加的人口需求，規劃由羽村取水堰引導水源至村山貯水池，再由境淨水場進行淨水處理，經由和田堀淨水池供給市內。1916年於東京都北多摩郡大和村（現：東大和市）開始興建，1927年完工。為了資材搬運與導水管（羽村村山線）工程，於羽村－山口間鋪設輕便鐵路。鐵路在完工後廢除，但於山口貯水池建設工程期間再次重生以搬運資材。部分路線改建為東京都道253號保谷狹山自然公園自行車道線等自行車道。
村山貯水池為東京都水道局的水源之一，可分為西部的村山上貯水池與東部的村山下貯水池。此外，村山貯水池也是東京都內最大的湖。
貯水池壩體為預防在太平洋戰爭中遭到轟炸，使用混凝土進行強化。
2003年（平成15年）起，壩體開始實施耐震補強工程，2009年（平成21年）3月完成。
村山貯水池一般透過第一村山線與第二村山線向東村山淨水場及境淨水場供水，但也可作為備用水源，透過東村山淨水場向朝霞淨水場及三園淨水場送水。

### 名稱由來
以周邊一帶的舊地名「村山鄉」命名。

### 設施
- 村山上進水閘
  - 設置於羽村線出口的水門，寬4.000公尺，開度3.900公尺

- 村山上取水塔
  - 位於水壩南岸，內徑7.879公尺，高27.511公尺。擁有四個取水閥門，由下往上分別為一號至四號閥門。

- 村山下第一取水塔
  - 位於水壩南岸，內徑7.879公尺，高27.061公尺。擁有七個取水閥門（最下方2個），最下方左側為一號閥門，右側為二號閥門，往上分別為三號至七號閥門。

- 村山下第二取水塔
  - 位於水壩南岸，內徑7.000公尺，高27.400m公尺。擁有七個取水閥門（最下方2個），最下方左側為一號閥門，右側為二號閥門，往上分別為三號至七號閥門。

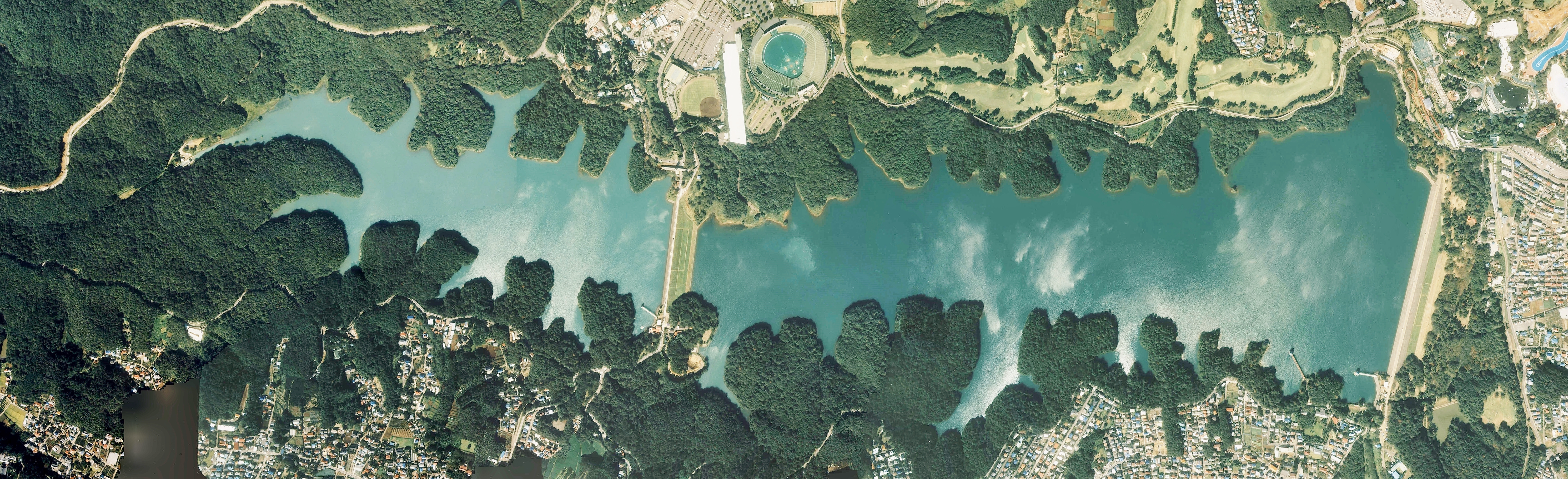
村山貯水池周邊空拍圖。由1989年攝影的四張照片合成組成。
。

## 周邊
- 東京都立狹山自然公園

位於下貯水池東側，一般將「多摩湖」劃入公園範圍。春祭賞花遊客眾多。
- 多摩湖自轉車道（日语：東京都道253号保谷狭山自然公園自転車道線）

鋪設於村山貯水池至境淨水場輸水管上，稱「狹山、境綠道」（綠帶），設有4米寬的步道。
- 山口貯水池（狹山湖） - 鄰接上貯水池。
- 西武園遊園地（日语：西武園ゆうえんち）
- 西武巨蛋
- 百合園（日语：ところざわのゆり園） - 每年5～7月
- 東大和綠地

## 交通方式
- 西武多摩湖線武藏大和站下車。步行10分。
- 西武多摩湖線、西武山口線多摩湖站下車。步行3分。
- 西武山口線西武園遊園地站下車。步行1分。

## 備註
- 村山上貯水池資料來源「水壩手冊 （页面存档备份，存于）」。
- 村山下貯水池資料來源「水壩手冊 （页面存档备份，存于）」

## 外部連結
- 水壩湖百選 多摩湖 （页面存档备份，存于）
- 東京都水道局 （页面存档备份，存于）

35°45′48.5″N 139°25′1.6″E / 35.763472°N 139.417111°E